# Хесус Мальверде
Хесу́с Мальве́рде (исп. Jesús Malverde; 24 декабря 1870 — 30 мая 1909, возможное имя при рождении — Хесус Хуарес Масо исп. Jesús Juarez Mazo) — мексиканский разбойник, объект синкретического культа, герой фольклора в мексиканском штате Синалоа. Его также называют «щедрый бандит», «ангел-покровитель бедных» и «нарко-святой». В Мексике и в некоторых штатах США люди считают его святым, особенно популярен как покровитель среди преступников и наркоторговцев. Римско-католической церковью не признан.

## Биография
Рассказы о его жизни столь многочисленны, разнообразны и странны, что невозможно установить, какие аспекты являются реальными, а какие выдуманными. Официально его существование до сих пор не подтверждено, однако, согласно местным легендам, он был бандитом, живущим в горах, грабившим богатых фермеров, убивавшим представителей властей и помогавшим бедным.
Казнён властями 3 мая 1909 года. Есть несколько вариантов истории его смерти. По одной версии, его повесили на дереве, которое сразу же высохло и больше никогда не стало вновь зелёным. По другой — что власти, поймав и повесив его, запретили хоронить — оставили висеть на виселице. Но, так как Мальверде имел среди бедных горных жителей штата Синалоа репутацию Робин Гуда, то день за днём прохожие кидали камни к подножию виселицы, образовав могилу. Вскоре на этом месте появилась часовня, построенная в честь Хесуса Мальверде и находящаяся в центре города Кульякан, центра штата Синалоа. В третьей версии утверждается, что Мальверде был расстрелян.

## Возникновение культа Мальверде

Подобие алтаря в честь Мальверде

В 1976 году на шофёра Элигио Гонзалеса напали грабители. Ограбив его, они тяжело ранили его и бросили умирать. В отчаянии он начал молиться Мальверде. Во время своей молитвы Гонзалес заключил с Мальверде своеобразную сделку: «святой» поможет Элигио выжить и исцелиться от ран, а тот в знак благодарности соорудит в честь разбойника церковь. Гонзалес выжил и выполнил своё обещание.
Сегодня культ Хесуса Мальверде широко распространён в штате Синалоа. Мальверде покровительствует бандитам и наркоторговцам. Как уже указано выше, у культа Мальверде существует собственный храм, построенный в Кульякане напротив здания правительства штата Синалоа. Его стены исписаны благодарностями от верущих, а внутри развешаны таблички с изображением марихуаны и АК.
Наиболее распространённый портрет Мальверде не отражает его реальный облик, поскольку списан с актёра Педро Инфанте и политика Карлоса Марискаля. Впервые портрет был выполнен в виде гипсового бюста соседом Элигио Гонзалеса в 1980-х годах.